# 우케나촌 (에히메현 온센군)
우케나촌(浮穴村)은 에히메현 온센군에 설치된 촌이다.